# USS Baldwin (DD-624)
USS Baldwin (DD-624) là một tàu khu trục lớp Gleaves được Hải quân Hoa Kỳ chế tạo trong Chiến tranh Thế giới thứ hai. Nó đã tham gia suốt Thế Chiến II, sống sót qua cuộc xung đột, ngừng hoạt động năm 1946 và bị loại bỏ năm 1961. Nó là chiếc tàu chiến duy nhất của Hải quân Hoa Kỳ được đặt theo tên Charles H. Baldwin (1839-1911), một thủy thủ tham gia cuộc Nội chiến Hoa Kỳ và được tặng thưởng Huân chương Danh dự.

## Thiết kế và chế tạo
Baldwin được chế tạo tại xưởng tàu của hãng Seattle-Tacoma Shipbuilding Co. ở Seattle, Washington. Nó được đặt lườn vào ngày 19 tháng 7 năm 1941; được hạ thủy vào ngày 14 tháng 6 năm 1942, và được đỡ đầu bởi bà Ida E. Crawford, con gái Baldwin. Con tàu được cho nhập biên chế cùng Hải quân Hoa Kỳ vào ngày 30 tháng 4 năm 1943 dưới quyền chỉ huy của Thiếu tá Hải quân George Knuepfer.

## Lịch sử hoạt động

### 1943
Sau khi hoàn tất việc chạy thử máy dọc theo vùng bờ Tây, Baldwin khởi hành từ San Francisco, California vào ngày 1 tháng 7 năm 1943 để hướng sang vùng bờ Đông, và trình diện để phục vụ cùng Hạm đội Đại Tây Dương. Được đặt làm soái hạm Đội khu trục 36, nó dẫn đầu đội của nó đi đến Norfolk, Virginia vào ngày 19 tháng 7, và hoạt động dọc theo vùng bờ Đông; cho đến khi khởi hành từ New York vào ngày 13 tháng 8, trong thành phần hộ tống một đoàn tàu vận tải đi sang Casablanca, Maroc. Những nhiệm vụ tương tự sang khu vực Bắc Phi được tiếp nối cho đến cuối tháng 1 năm 1944, khi nó quay lại nhiệm vụ hộ tống dọc bờ biển Đại Tây Dương.

### 1944
Ba tháng sau, vào ngày 17 tháng 4 năm 1944, Baldwin hướng sang Châu Âu trong thành phần hộ tống cho Arkansas, Nevada và Tuscaloosa. Nó đi đến Plymouth, Anh Quốc vào ngày 28 tháng 4, bắt đầu các hoạt động tuần tra phối hợp thường lệ tại vùng biển Anh để chuẩn bị cho cuộc Đổ bộ Normandy.
Vào ngày 5 tháng 6, Baldwin khởi hành từ Portland, Anh cùng các đơn vị khác của Lực lượng Đặc nhiệm Hải quân phía Tây. Nằm trong thành phần đội hỗ trợ hỏa lực cho cuộc tấn công, nó có nhiệm vụ hỗ trợ lực lượng trên bờ bằng hải pháo. Nó bị bắn trúng hai phát đạn pháo cỡ nòng lớn từ hỏa lực bắn trả trên bờ vào ngày D 6 tháng 6, nhưng chỉ bị hư hại nhẹ. Đến ngày 9 tháng 6, nó tham gia cùng tàu khu trục Frankford đánh trả các cuộc tấn công của các tàu phóng lôi E-boat của Hải quân Đức, tiêu diệt được một tàu đối phương. Nó tiếp tục hoạt động ngoài khơi bờ biển nước Pháp cho đến ngày 15 tháng 7, khi nó lên đường quay trở về Anh.

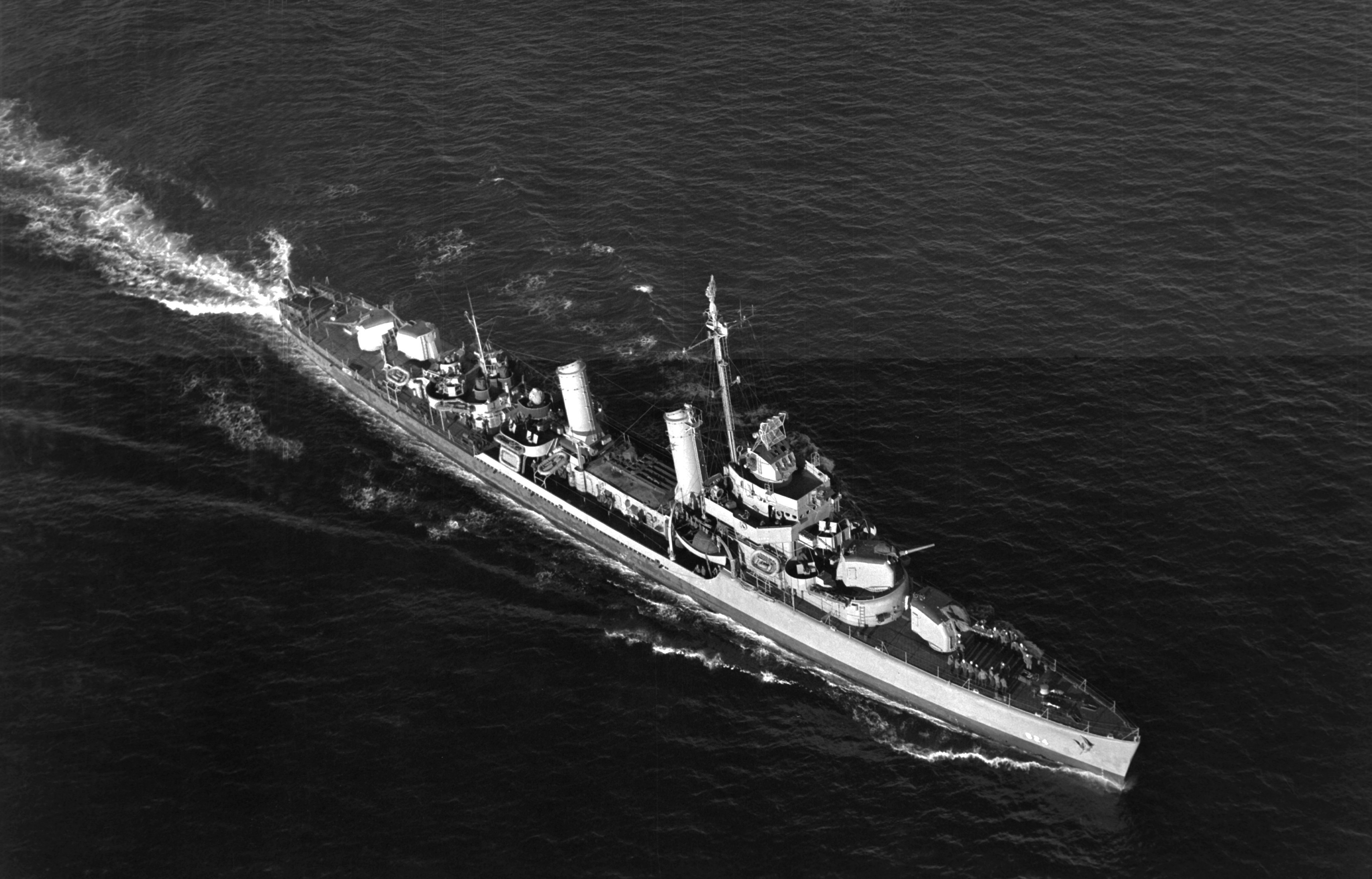
USS Baldwin vào năm 1944

Ba ngày sau, Baldwin rời Plymouth trong thành phần hộ tống một đoàn tàu 50 chiếc hướng sang Bắc Phi, đi đến Bizerte, Tunisia vào ngày 28 tháng 7. Nó hoạt động tại khu vực Tây Địa Trung Hải, chủ yếu giữa Oran, Algérie và Naples, Ý trước khi đi đến ngoài khơi Saint-Tropez vào ngày 15 tháng 8, ngày D của tham gia Chiến dịch Dragoon, cuộc đổ bộ của lực lượng Đồng Minh lên miền Nam nước Pháp. Nó phục vụ tại đây trong thành phần Đội kiểm soát vận tải và chống tàu ngầm, Đội đặc nhiệm 80.6, vốn có vai trò bảo vệ các đoàn tàu tăng viện tiếp theo giữa Oran và Pháp. Vào ngày 23 tháng 9, nó rời Oran cùng các tàu cùng đội, quay trở về Hoa Kỳ.

### 1945
Sau khi về đến New York vào ngày 3 tháng 10, Baldwin tiếp nối các hoạt động dọc theo vùng bờ Đông. Vào ngày 21 tháng 1 năm 1945, nó lên đường từ Norfolk để gặp gỡ tàu tuần dương hạng nặng Quincy đưa Tổng thống Franklin D. Roosevelt trong chặng đầu tiên của hành trình đi tham dự Hội nghị Yalta. Nó quay trở về New York vào ngày 27 tháng 2, và hoạt động trong bốn tháng tiếp theo tại vùng biển Hoa Kỳ. Trong giai đoạn này nó đã hộ tống tàu sân bay Bon Homme Richard đi đến vùng kênh đào Panama và hoạt động ngoài khơi vùng bờ Tây trong thành phần hộ tống chống tàu ngầm cho các tàu sân bay Boxer and Card.
Vào ngày 24 tháng 6, Baldwin khởi hành từ New York trong chặng đường đi sang khu vực Thái Bình Dương. Di chuyển cùng tàu khu trục Nelson, nó viếng thăm vịnh Guantánamo, Cuba; Balboa thuộc vùng kênh đào và San Diego trước khi đi đến Trân Châu Cảng vào ngày 12 tháng 8. Một tháng sau, nó gia nhập Lực lượng Đặc nhiệm 55 tại Okinawa để chuẩn bị cho việc chiếm đóng Sasebo, Nhật Bản, và tham gia hoạt động này từ ngày 20 tháng 9 đến ngày 2 tháng 10. Vào ngày 7 tháng 10, nó hiện diện tại Pusan, Triều Tiên, hỗ trợ các hoạt động quét mìn dọc bờ biển Trung Quốc và Triều Tiên, một nhiệm vụ được nó thực hiện cho đến hết năm 1945.

### Sau chiến tranh

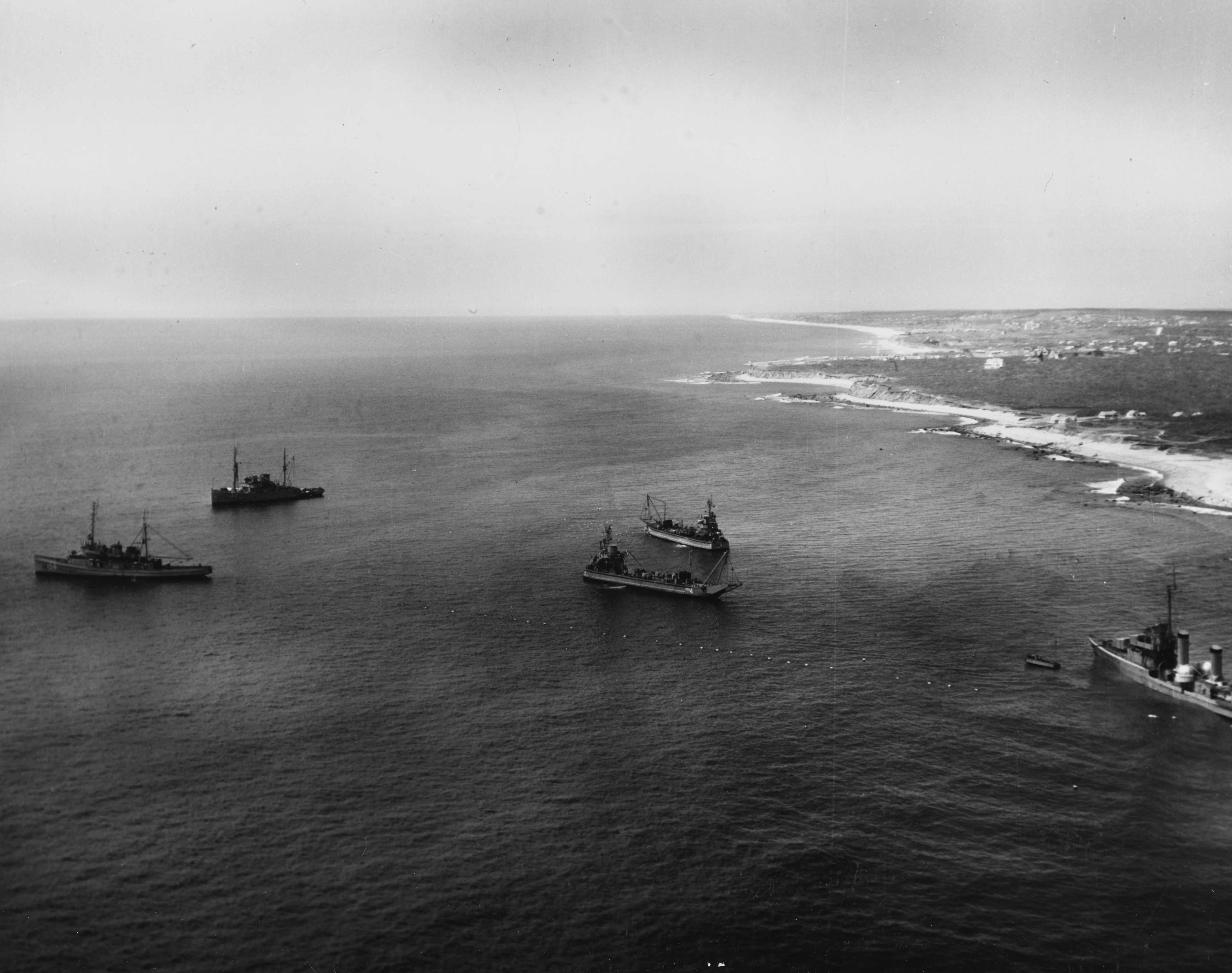
Baldwin, bên phải, trong các nỗ lực giúp nó nổi trở lại tại Montauk Point vào ngày 28 tháng 4 năm 1961. Các con tàu tham gia bao gồm,,, và một tàu kéo hạm đội.

Baldwin quay trở về Hoa Kỳ vào tháng 1 năm 1946 và hoạt động dọc theo vùng bờ Đông trong mùa Xuân năm đó. Nó được xuất biên chế tại Charleston, South Carolina vào ngày 20 tháng 6 năm 1946, và ở trong thành phần dự bị tại đây cho đến tháng 1 năm 1961, khi nó được chuyển đến Xưởng hải quân Boston. Được chuyển đến Xưởng hải quân Philadelphia không lâu sau đó, nó bị mắc cạn khi ở cách 2 nmi (3,7 km) về phía Tây Nam Montauk Point, Long Island, vào xế trưa ngày 16 tháng 4 năm 1961, khi dây cáp kéo bị đứt lúc nó đang được kéo đến Philadelphia. Chiếc Windlass đã thành công trong việc kéo nó khỏi mắc cạn, cho dù một thành viên của Windlass thiệt mạng trong một tai nạn khi cứu hộ.
Baldwin được xem là không đáng để sửa chữa. Tên nó được cho rút khỏi danh sách Đăng bạ Hải quân vào ngày 1 tháng 6 năm 1961; và nó bị đánh đắm vào ngày 6 tháng 6 năm 1961 ở không xa nơi nó bị mắc cạn.

## Phần thưởng
Baldwin được tặng thưởng ba Ngôi sao Chiến trận do thành tích phục vụ trong Thế Chiến II.